# Хемстерхейс, Франс
Франс (Франсуа) Хемстерхейс (нидерл. Frans Hemsterhuis;
27 декабря 1721, Франекер, Фрисландия (Нидерланды) — 7 июля 1790, Гаага) — нидерландский просветитель, философ-платоник, известен как один из талантливых популяризаторов философии британца Локка. 
Писал на французском языке.

## Биография
Сын философа Тибериуса Хемстерхейса.
Образование получил в Лейденском университете, где среди прочего изучал философию Платона.
Последователь Э. Эшли-Шефтсбери. Занимался много лет обязанностями секретаря государственного совета Соединенных провинций.
Автор «Писем о человеке и его отношениях» (1772) и ряда диалогов, написанных по образцу платоновских. Благодаря своим философским сочинениям был знаком со многими выдающимися личностями — Гёте, Гердером, Якоби, с которым у него было много общего.
В основе его философии была сократовская по содержанию и платоническая по форме, в основе которой было стремление к самопознанию и истине, не скованное жесткими оковами какой-либо конкретной системы.

## Избранные труды
- Lettre sur la sculpture, à Monsieur Theod. de Smeth, ancien président des echevins de la ville d'Amsterdam. Rey, Amsterdam 1769.
- Sur les désirs (Paris 1770)
- Lettre sur l’homme et ses rapports (Paris 1772).
- Sophyle, ou de la philosophie (Paris 1778).
- Aristée, ou de la divinité (Paris 1779).
- Œuvres philosophiques . 2 Bände. Jansen, Paris 1792.
- Его «Oeuvres philosophiques» изданы в 1792 и 1850 годах.